# Dana Andrews
Carver Dana Andrews (Collins, 1 de janeiro de 1909 – Los Alamitos, 17 de dezembro de 1992) foi um ator cinematográfico estadunidense.

## Biografia
Nascido Carver Dana Andrews, nasceu em uma fazenda em Collins, Condado de Covington, Mississippi, como o terceiro dos nove filhos do casal Charles Forrest  (pastor da Igreja Batista) e Annis Andrews. A família depois se mudou para Huntsville, Texas. Um de seus irmãos mais novos, Steve Forrest, também tornou-se ator.
Andrews entrou para a faculdade e estudou administração empresarial em Houston, Texas. Trabalhou como contador por um curto período para a Gulf & Western. Em 1931, ele viajou até Los Angeles, Califórnia, buscando oportunidades para se apresentar como cantor. Ali ele assumiu vários empregos e um dos seus empregadores lhe pagou um curso na prestigiosa escola teatral Pasadena Playhouse.

### Carreira
Dana Andrews assinou contrato com o famoso produtor cinematográfico Samuel Goldwyn e em 1940 conseguiu seu primeiro papel no filme de William Wyler The Westerner, atuando ao lado do astro Gary Cooper. Em 1943 ele chamou a atenção como um jovem vítima de linchamento no faroeste clássico The Ox-Bow Incident, estrelado por Henry Fonda.
Na sequência da carreira Andrews assumiria papéis em filmes noir, como o também clássico Laura (1944), interpretando um detetive obsessivo. Em 1946 ele seria um soldado que retorna da guerra em The Best Years of Our Lives. Outra boa interpretação foi em Where the Sidewalk Ends de 1950.
Nos anos de 1950, o alcoolismo fez com que a carreira de Andrews declinasse, com o ator sendo forçado a atuar em produções menores.
Em 1963 Andrews foi eleito presidente do Screen Actors Guild. Entre 1969 e 1972 ele apareceu como o presidente de faculdade Tom Boswell na novela da NBC  Bright Promise. Em 1972, após quatro anos sem beber, ele concordou em aparecer num anúncio público da AA- Alcoólicos Anônimos.

### Vida pessoal
Dana Andrews se casou com Janet Murray em 1932. Ela faleceu em 1935, pouco depois do nascimento do filho David (músico e compositor que também faleceu, vitimado por hemorragia cerebral em  1964). Em 17 de novembro de 1939 ele voltaria a se casar, desta feita com a atriz Mary Todd. O casal teve três filhos: Katharine (nascida em 1942), Stephen (nascido em 1944) e Susan (nascida em 1948). Por 20 anos a família morou no Lago Toluca, na casa atualmente de propriedade de Jonathan Winters. Após os filhos crescerem, Andrews foi viver com Mary em Los Angeles.
Nos últimos anos de vida Andrews foi acometido da doença de Alzheimer e em 1992, um mês antes de completar 84 anos de idade, ele faleceu vitimado por complicações cardíacas agravadas por uma pneumonia.

## Filmografia
| - The Westerner (1940) - Lucky Cisco Kid (1940) - Sailor's Lady (1940) - Kit Carson (1940) - Tobacco Road (1941) - Belle Starr (1941) - Ball of Fire (1941) - Swamp Water (1941) - Berlin Correspondent (1942) - Crash Dive (1943) - The Ox-Bow Incident (1943) - The North Star (1943) - December 7 (1944) - Up in Arms (1944) - The Purple Heart (1944) - Wing and a Prayer (1944) - Laura (1944) - State Fair (1945) - Fallen Angel (1945) - A Walk in the Sun (1945) - Canyon Passage (1946) - The Best Years of Our Lives (1946) - Daisy Kenyon (1947) - Boomerang! (1947) - Night Song (1948) - The Iron Curtain (1948) - No Minor Vices (1948) - Deep Waters (1948) - Britannia Mews (1949) - My Foolish Heart (1949) - Sword in the Desert (1949) - Where the Sidewalk Ends (1950) - Edge of Doom (1950) - Sealed Cargo (1951) - The Frogmen (1951) - I Want You (1951) | - Assignment: Paris (1952) - Elephant Walk (1954) - Three Hours to Kill (1954) - Duel in the Jungle (1954) - Strange Lady in Town (1955) - Smoke Signal (1955) - While the City Sleeps (1956) - Comanche (1956) - Beyond a Reasonable Doubt (1956) - Zero Hour! (1957) - Spring Reunion (1957) - Curse of the Demon (1957) - Enchanted Island (1958) - The Crowded Sky (1960) - Madison Avenue (1962) - In Harm's Way (1965) - The Satan Bug (1965) - Brainstorm (1965) - Crack in the World (1965) - Town Tamer (1965) - Battle of the Bulge (1965) - The Loved One (1965) - Johnny Reno (1966) - Hot Rods to Hell (1967) - Cobra II (1967) - The Devil's Brigade (1968) - Innocent Bystanders (1972) - Airport 1975 (1974) - Take a Hard Ride (1976) - The Last Tycoon (1976) - Good Guys Wear Black (1978) - A Tree, a Rock, a Cloud (1978) - Born Again (1978) - The Pilot (1979) - Prince Jack (1984) |